# 米坂線雪崩事故

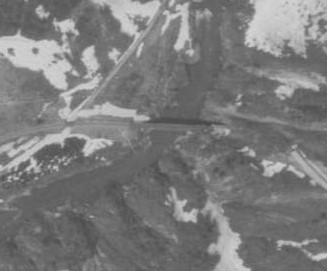
事故八年后（1948 年）的现场航拍照片。

米坂线雪崩事故是1940年3月5日发生於日本山形县米坂线的铁路事故。

## 概述
1940年3月5日8时45分左右，米坂线玉川口站（位於小国站、越後金丸站間，已於1995年12月1日廢站）附近，往小國站方向的荒川桥，遭遇雪崩倒塌 。當時恰有由米泽开往坂町的103次下行混合列车（由8620型蒸汽机车48639號車牵引，有4节客车，2节货车）經過，列車從毀壞的橋樑掉進了荒川，只剩下最後一節客車還在軌道上 。
雖然不確定雪崩发生的时间，但据信應发生在第二、第三節车廂恰驶出隧道时，結果最後面的車廂倒立在隧道内；也有意見認為只有連結器斷裂 。
接到事故通知后，玉川口站站长和车站除雪人员赶到现场开始救援行动，但紧接着，货车上的货物（据信含有硫磺）發生三次爆炸，火势向上蔓延至堆在貨車上方的客车，造成更大傷亡。有些遺體甚至無法判斷性別 。
旅客列车上共有130人，據慰靈碑上的紀錄，事故造成乘客和工作人员（包括铁路邮政工作人员）18人死亡，29人受伤。有人認為應對雪崩的措施仍有改進空間 。

## 脚注
1. ↑  . 災害カレンダー.   [2021-03-07] （日语）.
2. ↑  丸山久一 1977，第150-156頁.
3. ↑  . Yahoo!天気・災害.   [2024-11-23] （日语）.
4. ↑  佐々木 & 網谷 1993，第209–227頁.